# Arthur de Montauban
 Arthur de Montauban (mort à Paris en mars 1478), noble breton du XVe siècle, est l'un des instigateurs de la mort de Gilles de Bretagne ; réfugié dans le royaume de France, il devient archevêque de Bordeaux de 1467 à 1478.

## Biographie

### Origine familiale
Arthur de Montauban appartient à la noble Maison de Montauban, les seigneurs de Montauban-de-Bretagne dont plusieurs membres font de brillantes carrières à la cour de France. Il est le fils de Guillaume de Montauban († 1432) seigneur de Romilly et de Landal, chancelier de la reine Isabeau de Bavière, et de Bonne Visconti une dame d'honneur de la reine, apparentée à la famille ducale Visconti de Milan. Son frère est l'Amiral Jean de Montauban

### Noble breton
Arthur de Montauban, l'un des favoris du duc François Ier de Bretagne, convoite la riche héritière Françoise de Dinan et se trouve être le concurrent malheureux du propre frère du duc, Gilles de Bretagne qui enlève et épouse cette dernière. De ce fait il est l'un des principaux instigateurs des intrigues qui amènent l'emprisonnement pour haute trahison et le meurtre dans sa prison de Gilles de Bretagne le 25 avril 1450. Après la mort de François Ier la même année, son frère et successeur le duc Pierre II de Bretagne entreprend de poursuivre les responsables de la mort de son cadet et Arthur de Montauban se réfugie à la cour de France où son frère Jean de Montauban l'amiral de France est l'un des favoris du roi Louis XI qui de surcroit cherche en permanence les moyens d'affaiblir l'autorité et le velléités d'indépendance du duc de Bretagne. Le Conseil du roi s'abstient de statuer sur l'affaire en 1451 et Arthur de Montauban se réfugie dans le couvent des Célestins de Marcoussis auxquels il fait don de tous ses biens le 8 décembre 1454. Il devient ensuite bénédictin et tente en 1462 de se faire attribuer l'abbaye Saint Sauveur de Redon en obtenant la démission en sa faveur de l'abbé Yves Le Sénéchal grâce à l'intercession du roi et avec l'accord de la cour de Rome qui l'admet comme abbé en octobre 1462, mais le nouveau duc François II de Bretagne s'oppose à cette prise de contrôle

### Archevêque de Bordeaux
Bénéficiant de l'appui de la cour de France en récompense d'occultes services, Arthur de Montauban obtient en 1468 l'archidiocèse de Bordeaux devenu disponible après la mort en décembre 1467 de Blaise de Grêle. Il en prend possession le 18 novembre 1468. Le 15 mai 1472 il préside à Bordeaux les obsèques solennelles de Charles de Guyenne le frère du roi. Il est ensuite chargé par le pape Sixte IV de diligenter une enquête contre Jourdain Faure abbé de Saint-Jean d'Angély soupçonné d'avoir empoisonné le prince. L'abbé meurt en prison à Nantes et l'archevêque le remplace par Louis Ier d'Amboise l'évêque d'Albi. Arthur de Montauban accueille enfin dans le chapitre de chanoines de Bordeaux son neveu, André d'Espinay le fils de sa sœur Béatrice de Montauban, préparant ainsi sa future accession à l'archidiocèse. Arthur de Montauban meurt à Paris en mars 1478 et le roi le fait inhumer dans l'église du Couvent des Célestins de Paris dont il était le bienfaiteur.